# 聯合國西班牙語日
聯合國西班牙語日定於每年4月23日，該節日於2010年由聯合國新聞部設立，目的是为了「慶祝多種語言以及文化的多樣性，也提倡在聯合國的工作語言中平等的使用這六種官方語言」。
該節日原定於10月12日，以慶祝紀念新大陸發現的西班牙日。後改为4月23日（該日亦是聯合國英語日），以紀念西班牙作家米格爾·德塞凡提斯的忌辰。

## 另見
- 西班牙語
- 米格爾·德塞凡提斯
- 西班牙日
- 國際母語日
- 聯合國正式語文
- 聯合國中文日、聯合國英語日、聯合國阿拉伯語日、聯合國俄語日、聯合國法語日、聯合國葡萄牙語日

## 外部鏈接
- UN Spanish Language Day - Official Site (Spanish) （页面存档备份，存于）